# Rejowinangun (Kemiri)
Rejowinangun is een bestuurslaag in het regentschap Purworejo van de provincie Midden-Java, Indonesië. Rejowinangun telt 2227 inwoners (volkstelling 2010).